# Walterhill
Walterhill är en så kallad census-designated place i Rutherford County i Tennessee. Vid 2020 års folkräkning hade Walterhill 407 invånare.